# Stillingia zelayensis
Stillingia zelayensis är en törelväxtart som först beskrevs av Carl Sigismund Kunth, och fick sitt nu gällande namn av Johannes Müller Argoviensis. Stillingia zelayensis ingår i släktet Stillingia och familjen törelväxter. Inga underarter finns listade i Catalogue of Life.